# Vinzenz Ferrer

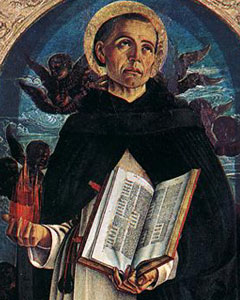
Vinzenz Ferrer (Detail aus dem Polyptychon des heiligen Vinzenz Ferrer von Giovanni Bellini, um 1465, S. Giovanni e Paolo, Venedig)

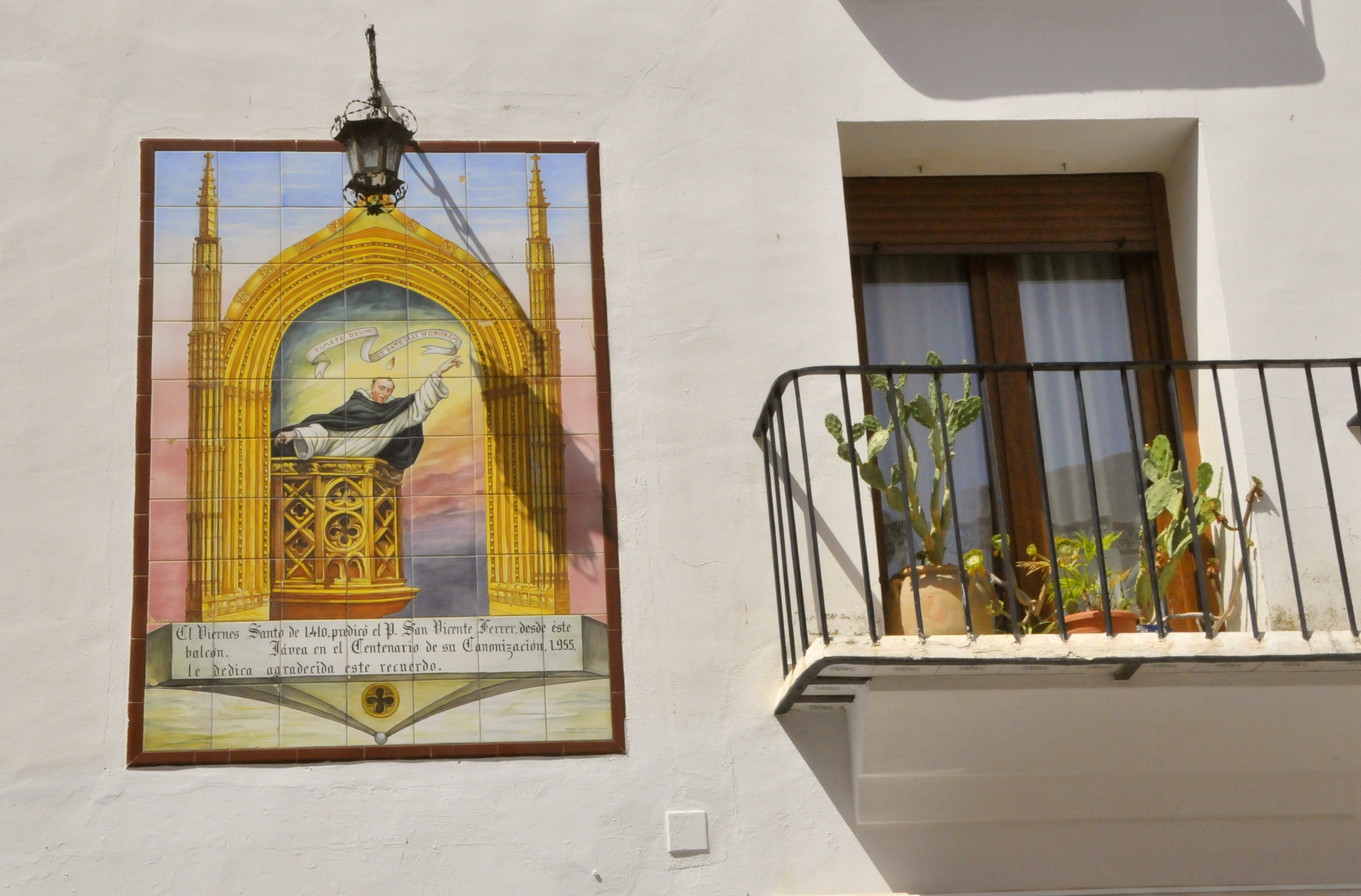
Heiligenbildnis an dem Balkon in Xàbia, von dem Ferrer am Karfreitag 1410 predigte

Vinzenz Ferrer, valencianisch Vicent Ferrer (* 23. Januar 1350 in Valencia; † 5. April 1419 in Vannes), war ein valencianischer Dominikaner und bekannter Prediger. Er wird in der katholischen Kirche als Heiliger verehrt.

## Leben
Vicent Ferrer entstammte einer valencianischen Familie. Sein jüngerer Bruder Bonifatius trat in den Kartäuserorden ein, in dem er später zum Ordensgeneral ernannt wurde.
Vicent Ferrer trat im Jahr 1367 im Alter von siebzehn Jahren bei den Dominikanern ein und studierte zunächst Logik in Valencia und Barcelona, dann Philosophie in Lleida; weitere Studien – unter anderem der Theologie und der hebräischen Sprache – führten ihn von 1372 bis 1374 erneut nach Barcelona, aber auch bis etwa 1384 ins französische Toulouse. Nach dem Abschluss seiner Studien wurde er zunächst zum Prior des Konvents in seiner Heimatstadt gewählt und dort auch zum Lektor der Theologie an der der Kathedrale angeschlossenen Lehranstalt berufen. 1389 wurde er schließlich zum Generalprediger der Provinz gewählt.
Im Jahre 1378 begann das abendländische Schisma, die Zeit der Kirchenspaltung mit Päpsten und Gegenpäpsten im französischen Avignon. Bereits sehr früh bezog Ferrer Stellung zugunsten der avignonesischen Gegenpäpste, von deren Rechtmäßigkeit er zutiefst überzeugt war. In Valencia knüpfte er enge Kontakte zum aragónesischen Königshof und machte auch die Bekanntschaft des Kardinals Pedro de Luna. Dieser ebnete ihm den Weg an die avignonesische Kurie, wo er verschiedene Positionen einnahm; als de Luna schließlich selbst als Benedikt XIII. Gegenpapst wurde, diente ihm Ferrer als Beichtvater. Die Verweigerung des Papstes gegenüber allen Einheitsbestrebungen der Kirche und die Enttäuschung über die sich daraus ergebende Fortdauer der Kirchenspaltung führten jedoch dazu, dass sich Ferrer schließlich von der Kurie zurückzog. 
Durch eine Vision sah sich Ferrer zum Wanderprediger berufen. Ab 1399 zog er zunächst durch Spanien, dann durch Südfrankreich und Savoyen und gelangte so bis nach Oberitalien. 1409 kehrte er nach Spanien zurück, wo er sich als Beichtvater der Könige mit erheblichem Einfluss etablieren konnte. So war er als Deputierter Valencias am Kompromiss von Caspe beteiligt, in dem die Thronfolgefrage nach dem verstorbenen Martin von Aragonien zugunsten von Ferdinand von Anquetera geregelt wurde. In Valencia machte er um diese Zeit auch die Bekanntschaft des jungen Kanonikers Alonso de Borja, dem er prophezeite, dass er einmal – nach Ferrers Tod – den Stuhl Petri innehaben werde. Tatsächlich wurde Alonso de Borja als Kalixt III. 1455 zum Papst gewählt.
In den Jahren 1412/14 zog Ferrer als Bußprediger durch Kastilien und Aragon. Seine persönliche Ausstrahlung und die Prophezeiungen vom nahen Ende der Welt führten zu zahlreichen Bekehrungen unter Juden und Mauren. 
Als die Verhandlungen zwischen den Gesandten des Konzils von Konstanz, König Sigismund und Benedikt XIII. zu scheitern drohten, vollzog Ferrer einen Wechsel seines bisherigen Standpunktes. Am 6. April 1416 kündigte er Benedikt, der nur einer von zwei Gegenpäpsten war, die Gefolgschaft der Spanier öffentlich auf, was dem aragonesischen König ermöglichte, dem Konstanzer Konzil beizutreten. Dieses konnte nun mit der Wahl Papst Martins V. aus der italienischen Adelsfamilie der Colonna und der Absetzung aller anderen Päpste einen allgemein anerkannten Stellvertreter Christi präsentieren und schließlich das Schisma beenden.
In seinen letzten Lebensjahren begab sich Ferrer neuerlich auf Predigerreise, die ihn in die Bretagne führte. Dort starb er am 5. April 1419 in Vannes, wo er in der örtlichen Kathedrale beigesetzt wurde.

## Bedeutung
Neben seiner kirchenpolitischen Bedeutung durch seinen Beitrag zur Beendigung des Schismas erlangte er vor allem als charismatischer Prediger Bedeutung. Darüber hinaus verfasste er verschiedene theologische Abhandlungen. Seine persönliche Ausstrahlung, seine einfache Lebensführung, aber vor allem die Ankündigung eines bevorstehenden Weltunterganges wie der zu erwartenden Schlacht gegen den Antichristen bescherten ihm einen enormen Zulauf. Seine Endzeitvisionen fanatisierten jedoch seine Anhängerschaft oft in einem Maße, dass es auch zu antijüdischen Pogromen kam; sie führten letztlich auch dazu, dass sich die spanische Politik in Glaubensfragen, vor allem in der Stellung gegenüber dem spanischen Judentum, radikalisierte.

### Verehrung
Ferrers Heiligsprechung erfolgte bereits 1455 durch Calixtus III., dem er einst das Pontifikat vorhergesagt hatte. 
Sein Gedenktag in der katholischen Kirche ist der 5. April. Es handelt sich dabei um einen nicht gebotenen Gedenktag im Römischen Generalkalender.
Der Heilige ist Schutzpatron der Städte Valencia sowie der südspanischen Stadt San Vicente del Raspeig, die nach ihm benannt ist. Ebenso gilt er als Patron der Dachdecker, Holzarbeiter, Bleigießer und Ziegelmacher. Er wird bei Unfruchtbarkeit, Fieber, Kopfschmerzen, Besessenheit und Epilepsie als auch aus Gefahren aller Art angerufen. Zudem soll seine Fürbitte zu einer guten Heirat und auch zu einem seligen Tod verhelfen. Zu den Attributen des Heiligen zählen die Darstellung von Feuer in der Hand und das Taufbecken.

### Bauernregeln
- „Ist Sankt Vinzenz Sonnenschein, bringt es viele Körner ein.“
- „Ist Sankt Vinzenz Sonnenschein, gibt es vielen guten Wein.“

## Werke
- Sermones de tempore et de sanctis.  Köln, Heinrich Quentell 1485. (Digitalisat)
  - Band 1
  - Band 2
  - Band 3
- Sermones de tempore et de sanctis. Drucker des Jordanus von Quedlinburg (=Georg Husner), Strassburg 1488–1489 (Digitalisat)
- Sermones de tempore et de sanctis. Nikolaus Keßler, Basel 1488 (Digitalisat)
  - Pars hiemalis
  - Pars aestivalis
- Sermones de tempore et de sanctis. Drucker des Jordanus von Quedlinburg (=Georg Husner), Strassburg 1493 (Digitalisat)
  - Pars hiemalis
  - Pars aestivalis
  - Band 3
- Predigten (= Katalanische Literatur des Mittelalters, Bd. 7). Aus dem Katalanischen übersetzt von Gret Schib Torra. Lit, Münster / Barcino, Barcelona 2014, ISBN 978-3-643-12408-1.

## Legende
Bei einem Besuch des Heiligen in Morella 1414 wollte ihm die Frau, bei der er wohnte, eine Mahlzeit kredenzen, die seinem Rang entsprach. Da sie jedoch zu arm war, um Fleisch zu kaufen, schlachtete sie kurzerhand ihren eigenen Sohn und setzte ihn ihrem hohen Gast vor. Als Vinzenz Ferrer die Situation durchschaute (oder gemäß Heinrich Günter nachdem der Vater des neugeborenen Kindes ihm dessen Teile gebracht hatte) setzte er den Knaben wieder zusammen und erweckte ihn zum Leben. Allerdings fehlte diesem ab nun ein kleiner Finger: Seine Mutter hatte gekostet, ob das Gericht gut genug gewürzt sei... Mit dieser Legende wird offensichtlich der griechische Mythos um Tantalos, Pelops und die Göttin Demeter rezipiert.
Einst klagte eine Frau bei Vinzenz Ferrer über ihren streitsüchtigen Mann und bat um ein Mittel, um ihn ertragen zu können. „Geh zu unserm Kloster“, sprach der Heilige, „und sag dem Pförtner, er soll dir etwas Wasser vom Klosterbrunnen geben. Kommt dein Mann nach Hause, so nimmst du einen Schluck von diesem Wasser. Behalte es aber vorsichtig im Munde. Dann wirst du ein Wunder erleben!“ Die Frau tat wie befohlen. Als ihr Mann abends heimkam, nahm die Frau von dem geheimnisvollen Wasser und presste die Lippen aufeinander, um das Wunderwasser gut im Mund zu behalten. Und wirklich: Bald beruhigte sich ihr Gatte und schwieg. Daraufhin eilte die Frau glücklich zum Heiligen und berichtete ihm über den Erfolg des Geheimmittels. „Das Wasser vom Klosterbrunnen, das ich dir geben ließ“, sprach Vinzenz, „hat dieses Wunder nicht bewirkt, sondern nur dein Schweigen. Früher hast du deinen Mann durch Widerreden gereizt: Dein Schweigen hat ihn besänftigt!“ Noch heute gibt es in Spanien das Sprichwort: „Trink St.-Vinzenz-Wasser!“